# Euxoa junctoides
Euxoa junctoides är en fjärilsart som beskrevs av Barend J. Lempke 1962. Euxoa junctoides ingår i släktet Euxoa och familjen nattflyn. Inga underarter finns listade i Catalogue of Life.